# قاي بيتس
قاي بيتس (بالإنجليزية: Guy Bates)‏ هو لاعب كرة قدم بريطاني، ولد في 31 أكتوبر 1985 في نيوكاسل أبون تاين في المملكة المتحدة. لعب مع أوستينده ودارلينجتون إف سى ودرودا يونايتد وغلينافون ونادي لوفيرواز ونادي لينفيلد ونيوكاسل يونايتد جتس ونيوكاسل يونايتد.

## وصلات خارجية
- قاي بيتس على موقع قاعدة بيانات كرة القدم.إي يو (الإنجليزية)
- قاي بيتس على موقع Soccerbase.com (لاعب) (الإنجليزية)
- قاي بيتس على موقع Soccerway.com (الإنجليزية)